# Lorenz Reinhard Spitzenpfeil
Lorenz Reinhard Spitzenpfeil (* 3. Juli 1874 in Michelau in Oberfranken; † 13. April 1945 in Kulmbach) war ein deutscher Grafiker, Schriftkünstler und Architekturhistoriker.

## Leben

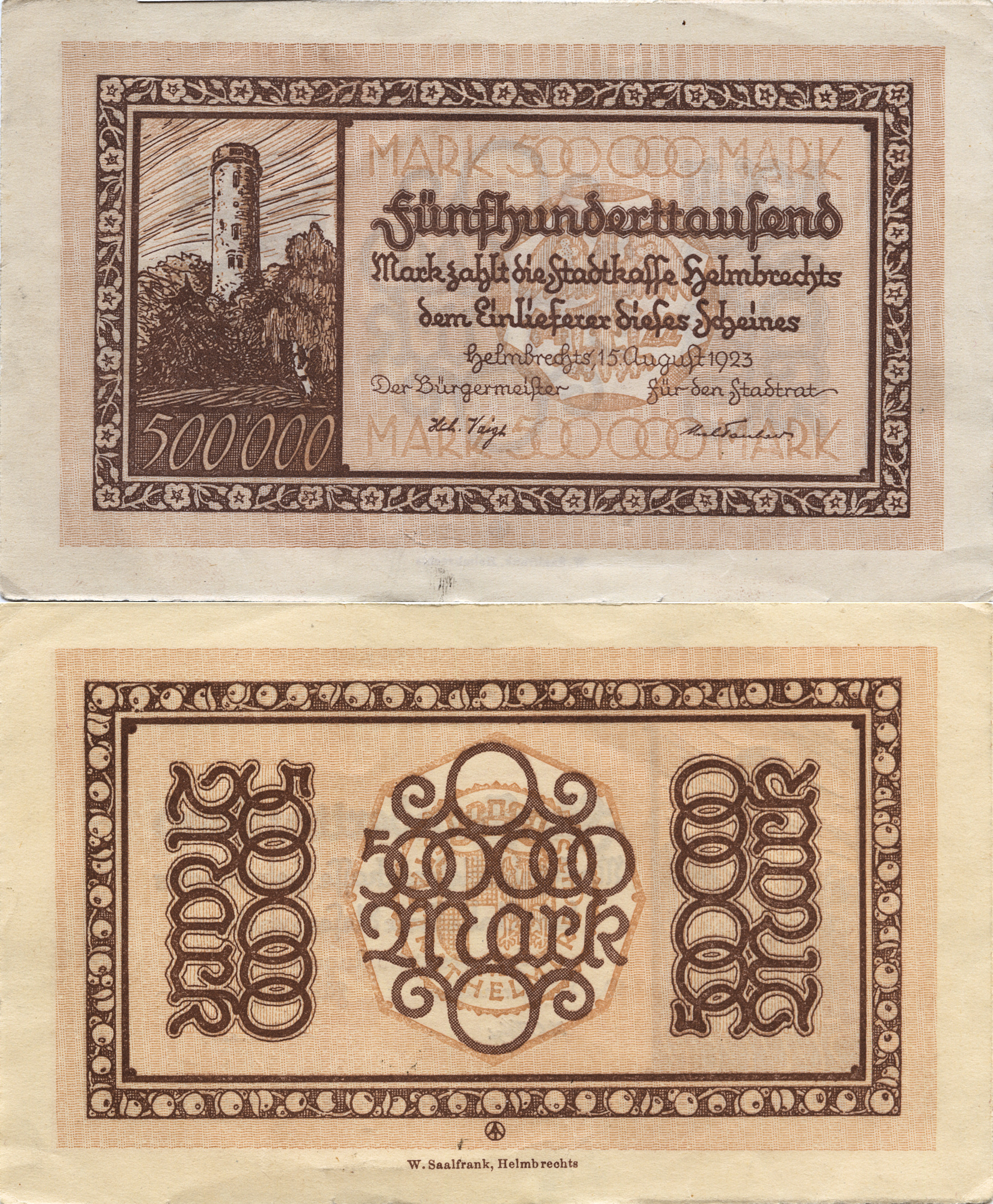
Notgeld der Stadt Helmbrechts von 1923, entworfen von Spitzenpfeil, Stecherzeichen auf der Scheinrückseite unten Mitte

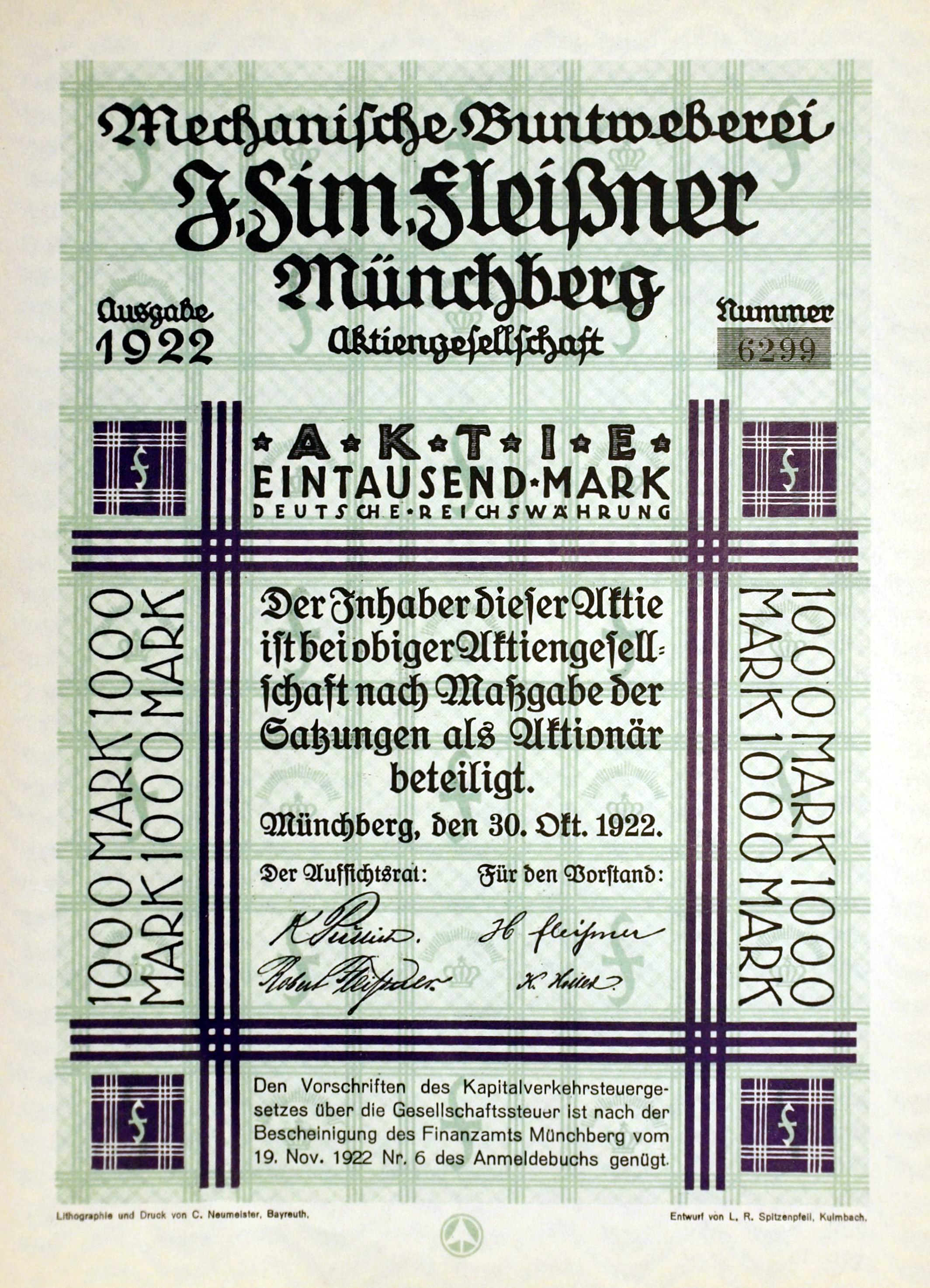
Aktie der Mechanischen Buntweberei J. Sim. Fleißner AG vom 30. Oktober 1922, entworfen von Spitzenpfeil

Der berufliche Werdegang von Lorenz Reinhard Spitzenpfeil begann als Volksschullehrer. Ab 1892 unterrichtete er an verschiedenen Schulen, unter anderem als Mathematiklehrer an der Realschule in Bayreuth. Im Jahr 1899 wurde er an die Volksschule der Stadt Nürnberg berufen. Dies ermöglichte es ihm, sich vor Ort mit den Sammlungen des Germanischen Nationalmuseums und des Bayerischen Gewerbemuseums zu befassen und die Kunstschule zu besuchen. Er gab 1904 aus gesundheitlichen Gründen den Lehrerberuf auf und ließ sich in Kulmbach nieder. Dort entwickelte er eine rege künstlerische Tätigkeit. In der Spätzeit seines Schaffens griff er in der Zeit des Nationalsozialismus die entsprechende ideologische Symbolik auf. Spitzenpfeil stand 1944 in der Gottbegnadeten-Liste des Reichsministeriums für Volksaufklärung und Propaganda. 1942 starb seine Frau. Er beging beim Einrücken der US-Army Suizid.
Sein grafisches Werk umfasst ähnlich wie bei Karl Bedal zahlreiche heimatkundliche Aufträge. Er ist der Schöpfer der Logos des Fichtelgebirgsvereins, des Frankenwaldvereins und des Colloquium Historicum Wirsbergense. Er gestaltete Logos, Plakate, Zeitschrifteneinbände, Illustrationen und Werbematerialien für heimische Vereine und Wirtschaftsbetriebe und entwarf u. a. Sonderstempel der Post mit naturverbundenen Motiven. Eine Reihe von Bauinschriften wurde von ihm gestaltet, ebenso gestaltete er Kriegerdenkmäler für Gefallene des Ersten Weltkriegs. Hohen Wiedererkennungswert erhielt sein Schaffen durch selbst entwickelte Schriftarten, darunter die „Welt-Fraktur“, die „Fränkische Fraktur“ und die „Kulmbacher Fraktur“.
Als Architekturhistoriker befasste er sich mit der Architektur des Mittelalters und entdeckte für örtliche Sakral- und Profanbauten, darunter die St.-Petri-Kirche in Kulmbach, die zugrundeliegenden Gesetzmäßigkeiten von Maßen, Formen und Proportionen, die die Bauherren angewendet hatten. Bis dahin waren die Abmessungen mit heutigen Längenmaßen nur Annäherungswerte, die die Idealvorstellungen des Mittelalters nicht transparent machten. Er war auch bei den Ausgrabungen an der abgegangenen Leonhardskirche bei Wirsberg beteiligt. Er war zusammen mit dem Architekten und Bauforscher Bodo Ebhardt und dem Lichtbildexperten Fritz Limmer und dem Verleger August Bonneß Gründungsmitglied des Vereins Freunde der Plassenburg.
In seinem Geburtsort Michelau und in Kulmbach ist eine Straße nach ihm benannt. Sein Grab befindet sich in Kulmbach.

## Auszeichnungen
- Plassenburg-Medaille in Silber 1934

## Schriften (Auswahl)
- Die Behandlung der Schrift in Kunst und Gewerbe. Eine Einführung in die Schriftbildung, Schrifttechnik und Schriftanwendung. Nürnberg 1911.
- Die Grundformen neuzeitlicher Druckschriften. Leipzig 1912.
- Der Schriftkünstler. Anleitung zur Kunstschrift. Hannover/Wien 1912.
- Deutsche Antiqua und Weltfraktur. 1913.
- Kulmbach und die Plassenburg. Bayreuth 1937.